# Mesoleptus
Mesoleptus is een geslacht van insecten uit de orde vliesvleugeligen (Hymenoptera) en de familie Ichneumonidae.

## Soorten
- M. albolineatus Gravenhorst, 1829
- M. alticola (Forster, 1876)
- M. ambulator (Forster, 1876)
- M. anceps (Forster, 1876)
- M. angustulus (Forster, 1876)
- M. annexus (Forster, 1876)
- M. anxius (Forster, 1876)
- M. apertus Brues, 1910
- M. approximatus (Forster, 1876)
- M. arridens Gravenhorst, 1829
- M. assimilis (Forster, 1876)
- M. auxiliarius (Forster, 1876)
- M. beneplacitus (Forster, 1876)
- M. biguttulus Gravenhorst, 1829
- M. binominatus Smith, 1853
- M. bipartitus (Fonscolombe, 1852)
- M. borealis (Davis, 1898)
- M. coarctatus (Gravenhorst, 1829)
- M. concors (Forster, 1876)
- M. congener (Forster, 1876)
- M. coxalis (Habermehl, 1920)
- M. cupidus (Forster, 1876)
- M. davisii (Dalla Torre, 1902)
- M. deceptor (Forster, 1876)
- M. declivus (Provancher, 1886)
- M. devotus (Forster, 1876)
- M. difformis (Forster, 1876)
- M. distans (Forster, 1876)
- M. distinctus (Forster, 1876)
- M. elongatus (Fonscolombe, 1852)
- M. enodis (Forster, 1876)
- M. evagator (Forster, 1876)
- M. evanescens Ratzeburg, 1852
- M. exaequatus (Forster, 1876)
- M. exstirpatus Brues, 1910
- M. fasciatus Provancher, 1885
- M. fractus (Forster, 1876)
- M. fulvipes Gravenhorst, 1829
- M. fundatus (Forster, 1876)
- M. gallicus (Forster, 1876)
- M. gemellus (Forster, 1876)
- M. genuinus (Forster, 1876)
- M. glaucus (Davis, 1898)
- M. gracilis (Forster, 1876)
- M. gracillimus (Habermehl, 1920)
- M. hispanicus Jussila, Saaksjarvi & Bordera, 2010
- M. hypoleptus (Forster, 1876)
- M. ignotus Cresson, 1868
- M. impotens (Forster, 1876)
- M. incertus (Forster, 1876)
- M. incessor (Haliday, 1838)
- M. incitus (Forster, 1876)
- M. inclinator Schiodte, 1839
- M. incompletus (Provancher, 1886)
- M. intermixtus (Forster, 1876)
- M. invitus (Forster, 1876)
- M. laevigatus (Gravenhorst, 1820)
- M. lateralis Schiodte, 1839
- M. laticinctus (Walker, 1874)
- M. lepidus (Forster, 1876)
- M. leptogaster (Forster, 1876)
- M. leucostomus Gravenhorst, 1829
- M. limitaris (Forster, 1876)
- M. maurus Gravenhorst, 1829
- M. melanocerus (Forster, 1876)
- M. melanurus (Forster, 1876)
- M. mirabilis Stephens, 1835
- M. mitis (Forster, 1876)
- M. navus (Forster, 1876)
- M. nemophilus (Forster, 1876)
- M. novellus (Forster, 1876)
- M. olistherus (Forster, 1876)
- M. opulentus (Smits van Burgst, 1913)
- M. palpator Schiodte, 1839
- M. petiolaris (Thomson, 1884)
- M. prolixus Schiodte, 1839
- M. pronus (Forster, 1876)
- M. reclinator Schiodte, 1839
- M. rufipes (Forster, 1876)
- M. rufiventris (Smits van Burgst, 1913)
- M. sapporensis (Uchida, 1930)
- M. sawoniewiczi Jussila, Saaksjarvi & Bordera, 2010
- M. seductorius (Forster, 1876)
- M. semiflavus Nees, 1830
- M. signatus (Forster, 1876)
- M. silesiacus (Forster, 1876)
- M. solitarius (Forster, 1876)
- M. sollicitus (Forster, 1876)
- M. speciosus Curtis, 1837
- M. splendens Gravenhorst, 1829
- M. subcompressus Gravenhorst, 1829
- M. subdentatus (Forster, 1876)
- M. tobiasi Jonaitis, 2004
- M. tunisiensis Jussila, Saaksjarvi & Bordera, 2010
- M. vicinus (Forster, 1876)
- M. vigilatorius (Forster, 1876)